# Bakırcılar, Eflani
Bakırcılar là một xã thuộc huyện Eflani, tỉnh Karabük, Thổ Nhĩ Kỳ. Dân số thời điểm năm 2010 là 164 người.